# Agustín Rossi (fodboldspiller)
Agustín Rossi (født 21. august 1995 i Buenos Aires) er en argentinsk fodboldspiller. Hans nuværende hold er Boca Juniors i Primera División de Argentina.

## Titler
Primera División de Argentina
- 2017 med Boca Juniors
- 2018 med Boca Juniors

Copa Argentina
- 2020 med Boca Juniors

Copa de la Liga Profesional
- 2020 med Boca Juniors
- 2022 med Boca Juniors

Sydamerikanske U/20
- 2015 med Argentina U/20

 Der er for få eller ingen kildehenvisninger i denne artikel, hvilket er et problem. Du kan hjælpe ved at angive troværdige kilder til de påstande, som fremføres i artiklen.